# Wielka Wola (powiat opoczyński)
Wielka Wola – wieś w Polsce położona w województwie łódzkim, w powiecie opoczyńskim, w gminie Paradyż.
Do 1954 roku istniała gmina Wielka Wola. W latach 1975–1998 miejscowość należała administracyjnie do województwa piotrkowskiego.
We wsi urodził się piłkarz Wojciech Pędziach.
Wierni Kościoła rzymskokatolickiego należą do parafii  Przemienienia Pańskiego w Wielkiej Woli.